# Мелетий II Константинополски
Мелетий II Константинополски (на гръцки: Μελέτιος Β΄) е вселенски патриарх за кратко от 1768 до 1769 г. по време на обявяването от Портата на Руско-турската война (1768 – 1774). По народност е грък от Тенедос.

## Биография
През 1750 г. е избран за митрополит на Лариса. През 1768 г. е избран за Вселенски патриарх от Светия синод на Константинополската църква. По време на Морейското въстание през 1769 г. абдикира от патриаршеския престол и е изпратен на заточение в Митилини, заради застъпничеството си за освобождаването на 30 гръцки духовници и миряни, за което е обвинен от турците в симпатии към въстаниците. През 1775 г. с разрешението на османския султан Мустафа III се завръща в Тенедос, а през 1777 г. в Константинопол. Умира през 1780 г. в Цариград. 
Предполага се, че е погребан на родния си остров Тенедос.